# Championnat du Venezuela féminin de football
Le championnat du Venezuela est une compétition de football féminin.

## Palmarès

### Ligue amateur
| Saison | Champion              |
| ------ | --------------------- |
| 1999   | Estudiantes de Mérida |
| 2000   | UCAB                  |
| 2001   | UCAB                  |
| 2002   | non disputé           |
| 2003   | UCAB                  |

### Ligue nationale
| Saison    | Champion                          |
| --------- | --------------------------------- |
| 2003-2004 | Estudiantes de Mérida             |
| 2005      | Estudiantes de Mérida             |
| 2006      | UCAB Spirit                       |
| 2007      | Zulia FC                          |
| 2008      | Fundemer                          |
| 2009      | Caracas FC                        |
| 2009-2010 | Caracas FC                        |
| 2011      | Caracas FC                        |
| 2012      | Caracas FC                        |
| 2012-2013 | Estudiantes de Guárico            |
| 2014      | Cerro Porteño                     |
| 2015      | Estudiantes de Guárico            |
| 2016      | Flor de Patria FC                 |
| 2017      | Estudiantes de Guárico (A)(C)     |
| 2018      | Flor de Patria FC (A)             |
| 2019      | Estudiantes de Caracas Sport Club |
| 2020      | Championnat annulé                |
| 2021      | Yaracuyanos FC                    |
| 2022      | Deportivo Lara                    |
| 2023      | Caracas FC                        |
| 2024      | ADIFFEM                           |

(A) : Tournoi Apertura
(C) : Tournoi Clausura